# Mary Merrall
Mary Merrall född Lloyd 5 januari 1890 i Liverpool i England död 31 augusti 1976, var en engelsk skådespelare. Hon var gift med skådespelarna Ian Swinley och Franklin Dyall.

## Filmografi (urval)
- 1965 - Ett lättfärdigt stycke
- 1963 - Helgonet (TV-serie) (gästroll)
- 1958 - Fjärde offret
- 1958 - Fånglägret den blodiga ön
- 1957 - Främling i Klippiga bergen
- 1952 - Pickwickklubben
- 1951 – Da capo
- 1947 – Nicholas Nickleby
- 1945 - Skuggor i natten